# Възнесение Господне (Сяр)
„Възнесение Господне“ (на гръцки: Ιερό Παρεκκλήσιο τῆς Ἀναλήψεως τοῦ Κυρίου) е православна църква в източномакедонския град Сяр (Серес), Егейска Македония, Гърция, част от Сярската и Нигритска епархия на Вселенската патриаршия.

## История
Храмът е разположен на улица „Лампсак“ № 810, в енория „Свети Пантелеймон“ в северната Баир махала (Калитеа) на града. Изграден е в 1940 година, а през 1963 година е обновен и разширен. В архитектурно отношение е базилика без купол. Изписан е с красиви стенописи.